# Sangju
Sangju is een stad in de Zuid-Koreaanse provincie Gyeongsangbuk-do. De stad telt ruim 97.000 inwoners en ligt in het midden van het land.

## Bestuurlijke indeling
- Hamchang-eup
- Hwabuk-myeon
- Oiseo-myeon
- Euncheok-myeon
- Ian-myeon
- Sabeol-myeon
- Jungdong-myeon
- Nakdong-myeon
- Cheongni-myeon
- Gongseong-myeon
- Modong-myeon
- Moseo-myeon
- Hwadong-myeon
- Hwanam-myeon
- Hwaseo-myeon
- Gonggeom-myeon
- Naeseo-myeon
- Oinam-myeon
- Bungmun-dong
- Gyerim-dong
- Dongmun-dong
- Dongseong-dong
- Sinheung-dong
- Namwon-dong

## Stedenbanden
- Gochang, Zuid-Korea
- Gangseo-gu, Zuid-Korea
- Yichun, China
- Davis, Verenigde Staten